# Kamioka-Linie
| Dieseltriebzug der Baureihe KM150 in Inotani (2003) |                   |                           |                      |
| Streckenlänge: | 19,9 km           |                           |                      |
| Spurweite: | 1067 mm (Kapspur) |                           |                      |
| Zweigleisigkeit: | nein              |                           |                      |
| |                   |                           |                      |
| Gesellschaft: | Kamioka Tetsudō   |                           |                      |
| \| \| \| Kamioka-Kleinbahn \| 1931–1967 \| \| \| 0,0 \| Inotani (猪谷) \| 1930– \| \| \| \| Takayama-Hauptlinie \| 1930– \| \| \| \| Jinzū-gawa \| \| \| \| \| \| \| \| \| \| Takahara-gawa \| \| \| \| 2,3 \| Hida-Nakayama (飛騨中山) \| 1966–2006 \| \| \| \| Nakayama-Tunnel \| \| \| \| 5,2 \| Mozumi (茂住) \| 1966–2006 \| \| \| \| Mozumi-Tunnel \| \| \| \| 9,4 \| Urushiyama (漆山) \| 1966–2006 \| \| \| \| \| \| \| \| \| 1. Urushiyama-Tunnel \| \| \| \| \| \| \| \| \| \| 2. Urushiyama-Tunnel \| \| \| \| \| \| \| \| \| \| Futatsuya-Tunnel \| \| \| \| \| \| \| \| \| \| Wariishi-Tunnel \| \| \| \| 16,9 \| Kamioka-Kōzan-mae \| Kamioka-Kōzan-mae \| \| \| \| (神岡鉱山前) \| 1966–2006 \| \| \| \| Funatsu-Tunnel \| \| \| \| 18,1 \| Hida-Kamioka (飛騨神岡) \| 1966–2006 \| \| \| \| \| \| \| \| 19,1 \| Kamioka-Ōhashi (神岡大橋) \| 1984–2006 \| \| \| 19,9 \| Okuhida-Onsenguchi \| Okuhida-Onsenguchi \| \| \| \| (奥飛騨温泉口) \| 1966–2006 \| |                   |                           |                      |
| Abzweig geradeaus und ehemals von links |                   | Kamioka-Kleinbahn         | 1931–1967            |
| Bahnhof | 0,0               | Inotani (猪谷)            | 1930–                |
| Strecke quer · Abzweig ehemals geradeaus und nach rechts |                   | Takayama-Hauptlinie       | 1930–                |
| Tunnel (Strecke außer Betrieb) |                   | Jinzū-gawa                | Jinzū-gawa           |
| Brücke über Wasserlauf (Strecke außer Betrieb) |                   |                           |                      |
| Tunnel (Strecke außer Betrieb) |                   | Takahara-gawa             | Takahara-gawa        |
| Haltepunkt / Haltestelle (Strecke außer Betrieb) | 2,3               | Hida-Nakayama (飛騨中山)  | 1966–2006            |
| Tunnel (Strecke außer Betrieb) |                   | Nakayama-Tunnel           | Nakayama-Tunnel      |
| Haltepunkt / Haltestelle (Strecke außer Betrieb) | 5,2               | Mozumi (茂住)             | 1966–2006            |
| Tunnel (Strecke außer Betrieb) |                   | Mozumi-Tunnel             | Mozumi-Tunnel        |
| Haltepunkt / Haltestelle (Strecke außer Betrieb) | 9,4               | Urushiyama (漆山)         | 1966–2006            |
| Brücke über Wasserlauf (Strecke außer Betrieb) |                   |                           |                      |
| Tunnel (Strecke außer Betrieb) |                   | 1. Urushiyama-Tunnel      | 1. Urushiyama-Tunnel |
| Brücke über Wasserlauf (Strecke außer Betrieb) |                   |                           |                      |
| Tunnel (Strecke außer Betrieb) |                   | 2. Urushiyama-Tunnel      | 2. Urushiyama-Tunnel |
| Brücke über Wasserlauf (Strecke außer Betrieb) |                   |                           |                      |
| Tunnel (Strecke außer Betrieb) |                   | Futatsuya-Tunnel          | Futatsuya-Tunnel     |
| Brücke über Wasserlauf (Strecke außer Betrieb) |                   |                           |                      |
| Tunnel (Strecke außer Betrieb) |                   | Wariishi-Tunnel           | Wariishi-Tunnel      |
| Bahnhof (Strecke außer Betrieb) | 16,9              | Kamioka-Kōzan-mae         | Kamioka-Kōzan-mae    |
| Strecke (außer Betrieb) |                   | (神岡鉱山前)              | 1966–2006            |
| Tunnel (Strecke außer Betrieb) |                   | Funatsu-Tunnel            | Funatsu-Tunnel       |
| Haltepunkt / Haltestelle (Strecke außer Betrieb) | 18,1              | Hida-Kamioka (飛騨神岡)   | 1966–2006            |
| Tunnel (Strecke außer Betrieb) |                   |                           |                      |
| Haltepunkt / Haltestelle (Strecke außer Betrieb) | 19,1              | Kamioka-Ōhashi (神岡大橋) | 1984–2006            |
| Kopfbahnhof Streckenende (Strecke außer Betrieb) | 19,9              | Okuhida-Onsenguchi        | Okuhida-Onsenguchi   |
| |                   | (奥飛騨温泉口)            | 1966–2006            |

Die Kamioka-Linie (jap. 神岡線 Kamioka-sen) war eine Eisenbahnstrecke im Grenzgebiet der Präfekturen Gifu und Toyama in Japan. Sie war von 1966 bis 2006 in Betrieb und gehörte zuletzt der Bahngesellschaft Kamioka Tetsudō. Inmitten des Hida-Gebirges gelegen, diente sie überwiegend dem Schienengüterverkehr.

## Streckenbeschreibung
Die 19,9 km lange Stichstrecke war in Kapspur (1067 mm) verlegt, nicht elektrifiziert und eingleisig. Ihr nördlicher Ausgangspunkt war der Bahnhof Inotani, wo sie von der Takayama-Hauptlinie abzweigte. Sie überbrückte zunächst den Fluss Jinzū und folgte anschließend in südlicher Richten dem engen Tal des Takahara. An der wirtschaftlich bedeutenden Kamioka-Mine vorbei erreichte sie schließlich das Städtchen Kamioka. Endstation war der Bahnhof Okuhida-Onsenguchi.
Teile der Strecke sind erhalten geblieben und können mit Fahrraddraisinen befahren werden. Unter der Bezeichnung Gattan Go! werden zwei Fahrstrecken angeboten: der Town course von Kamioka-Kōzan-mae nach Okuhida-Onsenguchi (2,9 km) und der Canyon course von Urushiyama über eine Entfernung von 3,3 km südwärts zum Wendepunkt Futatuya.

## Geschichte
Seit 1915 betrieb das Bergbau-Unternehmen Mitsui Mining die Kamioka-Kleinbahn, eine kleine Güterbahn mit einer Spurweite von 610 mm, die von Sasazu aus durch die Täler des Jinzū und des Takahara im Hida-Gebirge führte. Neben der Kleinstadt Kamioka erschloss sie die Kamioka-Mine, die größte Zinkerz-Mine Japans. Während des Wirtschaftsbooms der 1950er Jahre reichte ihre Kapazität nicht mehr aus, außerdem war ein Umladen auf die kapspurige Takayama-Hauptlinie erforderlich. Aus diesen Gründen beschloss die Japanische Staatsbahn den Bau einer neuen, im Bahnhof Inotani beginnenden Strecke entlang des Takahara, jedoch auf der gegenüberliegenden Talseite. Am 15. Mai 1959 erfolgte der Spatenstich am Nakayama-Tunnel, die Fertigstellung war ursprünglich im Herbst 1963 vorgesehen.
Geologische Schwierigkeiten verzögerten die Bauarbeiten, so dass die Strecke erst am 6. Oktober 1966 in Betrieb ging. Fünf Monate später wurde die parallel verlaufende Kamioka-Kleinbahn stillgelegt. Die neue Kamioka-Linie verlief aufgrund der anspruchsvollen Topographie zu über 60 % in Tunneln oder auf Brücken, weshalb man sie scherzhauft auch als „Berg-U-Bahn“ bezeichnete. Der mit Abstand wichtigste Bahnhof war Kamioka-Kōzan-mae in der Nähe der Kamioka-Mine, wohin ein kurzes Anschlussgleis führte. Dort wurde neben Erzen auch konzentrierte Schwefelsäure verladen. Die in Auflösung befindliche Staatsbahn übertrug die Strecke am 1. Oktober 1984 an die Kamioka Tetsudō.
Im Januar 1998 nahm die Kamioka Tetsudō den Containerverkehr auf, doch insgesamt war die Beförderungsleistung rückläufig. Am 15. Oktober 2004 stellte die Kamioka-Mine komplett auf Transporte mit Lastkraftwagen um, wodurch auf einen Schlag etwa 70 Prozent der Einnahmen wegfielen. Da der Umfang des Personenverkehrs ohnehin stets bescheiden gewesen war, kam die Kamioka Tetsudō zum Schluss, dass ein Weiterbetrieb finanziell nicht lohnenswert sei. Der Güterverkehr endete am 31. März 2005, der Personenverkehr am 1. Dezember 2006. Im darauf folgenden Jahr fiel der Beschluss, einen Teil der Strecke für touristische Zwecke zu erhalten.

## Betreibergesellschaft
Die am 20. Januar 1984 gegründete Bahngesellschaft Kamioka Tetsudō (神岡鉄道), die den Betrieb von der Staatsbahn übernahm, war ein so genanntes „Unternehmen des dritten Sektors“, also eine Kooperation der öffentlichen Hand mit Privatunternehmen. Während üblicherweise regionale Gebietskörperschaften die Mehrheit halten, war es in diesem Fall umgekehrt, denn Mitsui Mining war mit 51 Prozent am Aktienkapital beteiligt. Ein halbes Jahr nach der Stilllegung der Strecke erfolgte am 30. Juni 2007 die Liquidation des Unternehmens.

## Fahrzeuge
Für den Personenverkehr setzte die Kamioka Tetsudō je einen Dieseltriebwagen der beiden fast übereinstimmenden Baureihen KM-100 und KM-150 ein, hergestellt von Niigata Iron Works. Im Hinblick auf die Einführung eines möglichen Museumsbahnbetriebs werden sie von Freiwilligen weiterhin instand gehalten und während der Sommersaison im Bahnhof Okuhida-Onsenguchi ausgestellt. Für den Güterverkehr verfügte die Kamioka Tetsudō über fünf Diesellokomotiven. Zwei Loks der Baureihe DD13 übernahm sie 1984 von der Staatsbahn, eine Lok der Baureihe DE10 erwarb sie 1991 von JR Shikoku, zwei weitere der Baureihe 25DL stellte Mitsui Mining kostenlos zur Verfügung. Hinzu kam ein dieselbetriebener Schneepflug-Triebwagen der Baureihe D81.

## Bilder

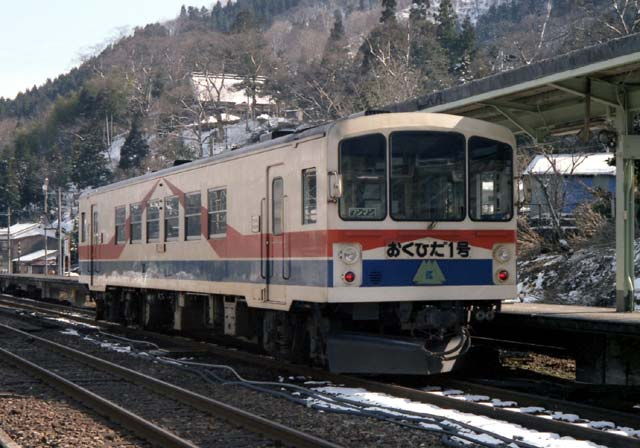
Dieseltriebwagen KM-100 in Inotani (2005)
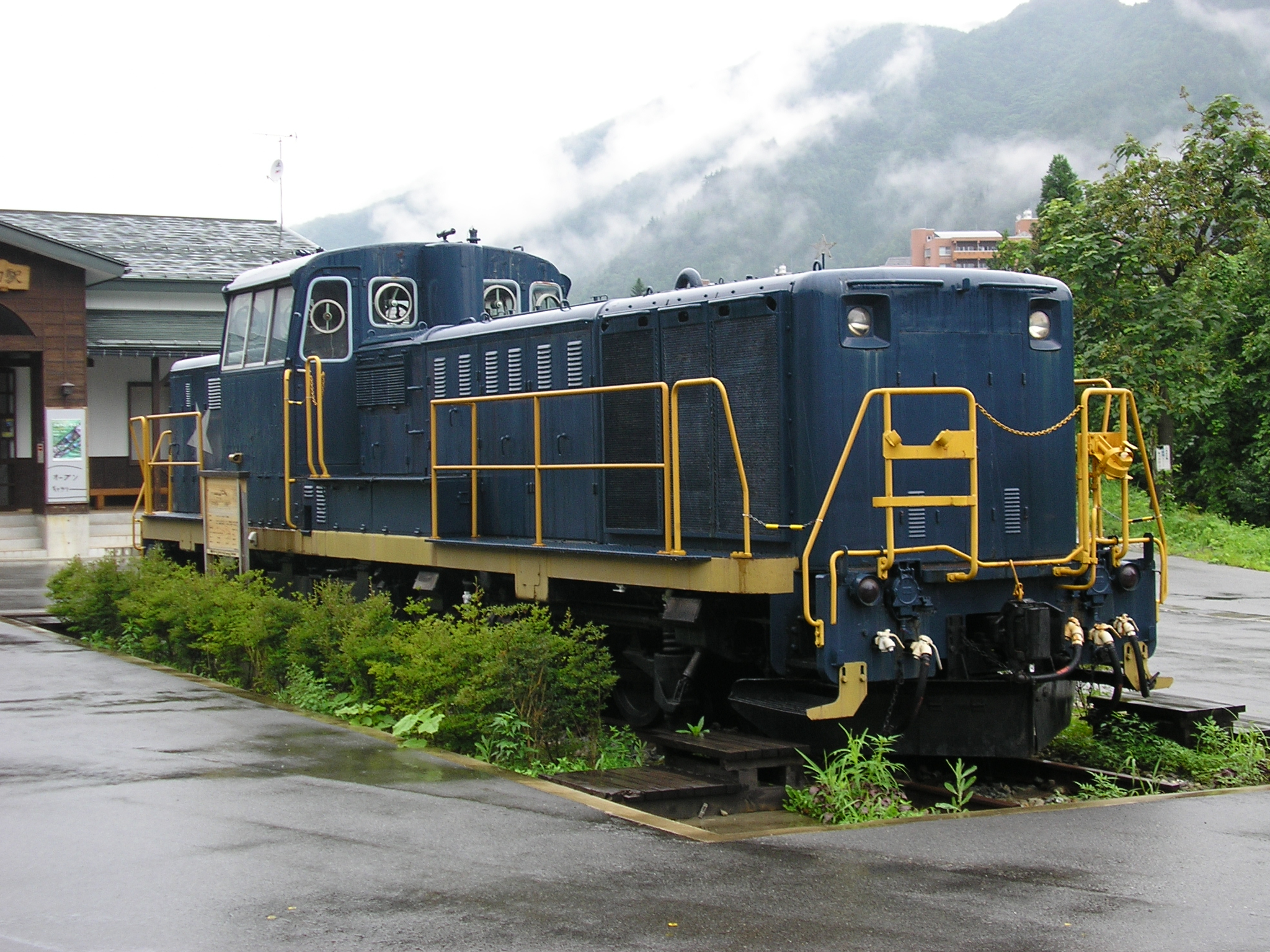
Diesellok KM-DE101 in Okuhida-Onsenguchi (2006)
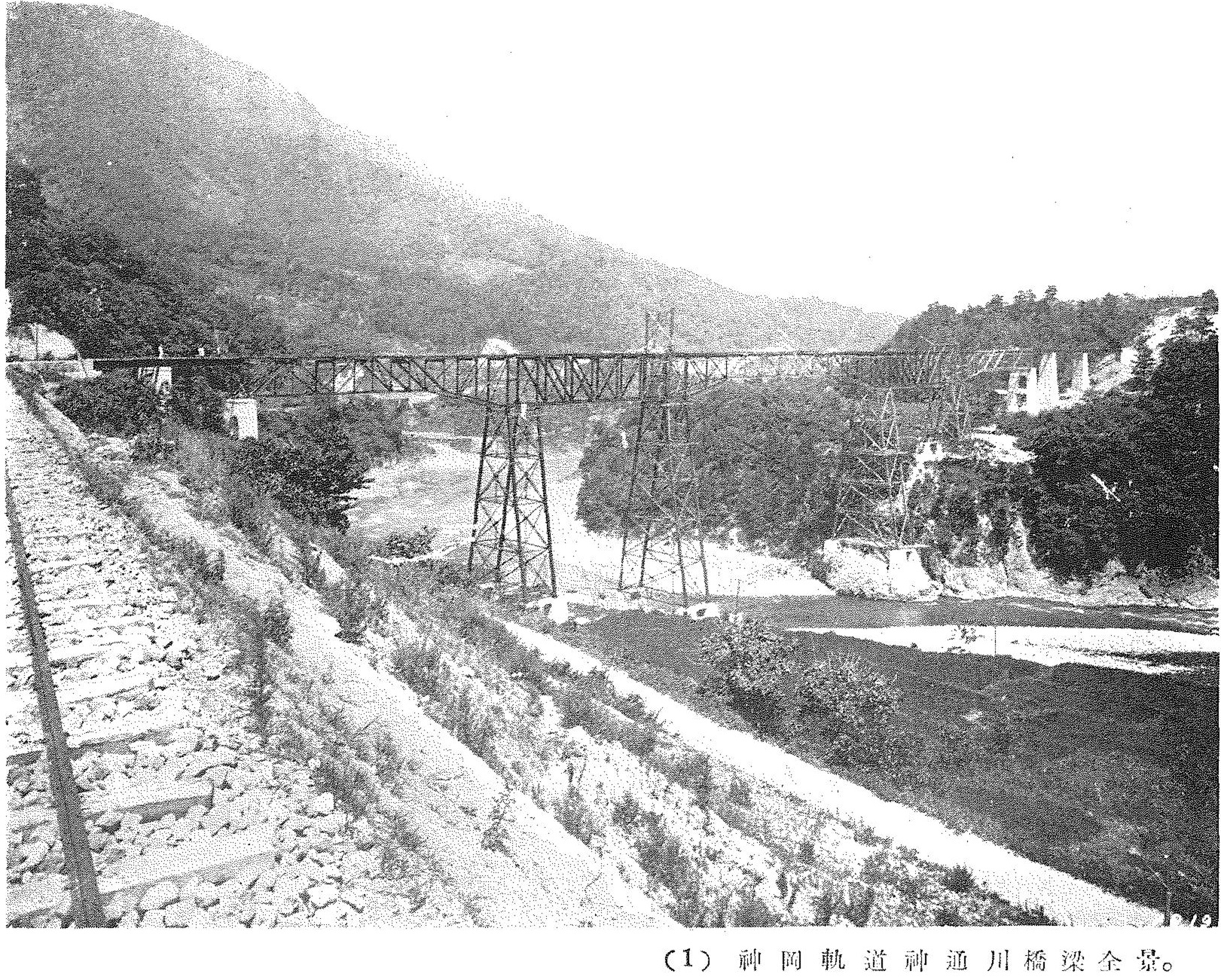
Brücke der Kamioka-Linie im Jahr 1931
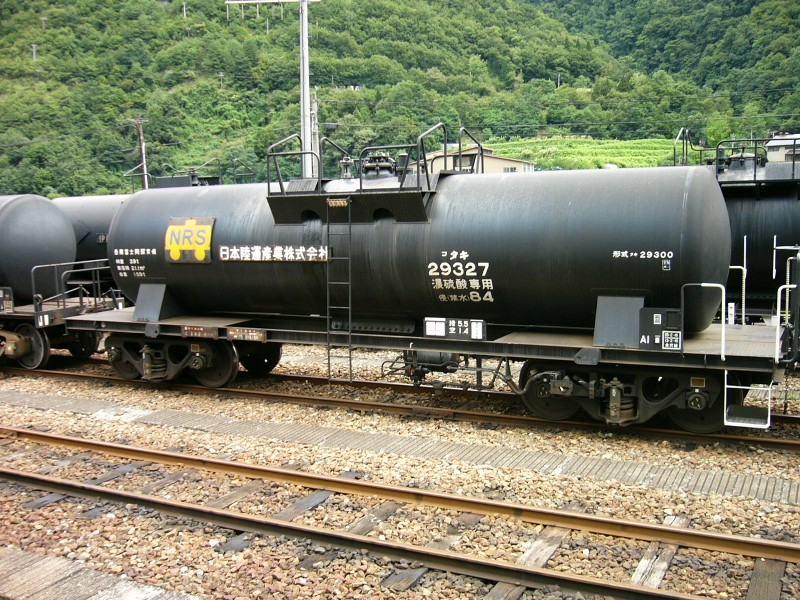
Kesselwagen bei der Kamioka-Mine (2003)

## Liste der Bahnhöfe

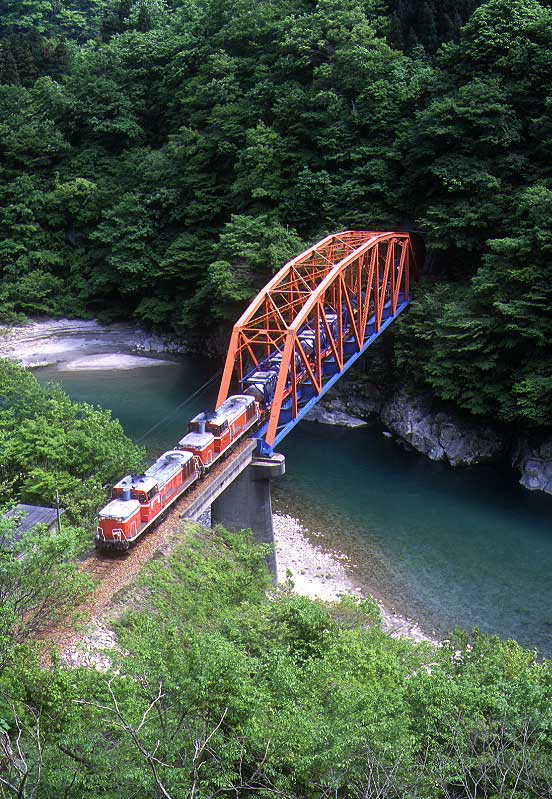
Schwefelsäure-Transportzug (2002)

| Name                              | km   | Anschlusslinien     | Lage   | Ort    |
| --------------------------------- | ---- | ------------------- | ------ | ------ |
| Inotani (猪谷)                    | 00,0 | Takayama-Hauptlinie | Koord. | Toyama |
| Hida-Nakayama (飛騨中山)          | 02,8 |                     | Koord. | Hida   |
| Mozumi (茂住)                     | 05,2 |                     | Koord. | Hida   |
| Urushiyama (漆山)                 | 09,4 |                     | Koord. | Hida   |
| Kamioka-Kōzan-mae (神岡鉱山前)    | 16,9 |                     | Koord. | Hida   |
| Hida-Kamioka (神岡大橋)           | 18,1 |                     | Koord. | Hida   |
| Kamioka-Ōhashi (神岡大橋)         | 19,1 |                     | Koord. | Hida   |
| Okuhida-Onsenguchi (奥飛騨温泉口) | 19,9 |                     | Koord. | Hida   |